# Sommer-Paralympics 2008/5er-Fußball
Bei den Sommer-Paralympics 2008 in Peking wurde in einem Wettbewerb im 5er-Fußball eine Goldmedaille vergeben. Die Entscheidungen fielen zwischen dem 7. und dem 17. September 2008. Der Spielort war die Olympic Green Hockeyanlage, auf der auch die olympischen Hockeyturniere stattfanden. Zum ersten Mal wurde der Wettbewerb bei den vorangegangenen Paralympics in Athen ausgetragen.

## Klassifizierung
In jedem Spiel treten zwei Mannschaften mit je vier Feldspielern, einem Torwart und fünf Auswechselspielern an. Die Feldspieler müssen blind sein oder an einer Sehbehinderung leiden. Zur Chancengleichheit tragen alle eine Augenbinde. Der Torwart darf sehen und trägt keine Augenbinde. Hinter dem gegnerischen Tor besitzt jede Mannschaft einen Mitspieler, der durch Zurufe beim Zielen hilft. Der Ball macht bei Bewegungen Geräusche, um seine Position besser bestimmen zu können. Gespielt werden zwei Halbzeiten zu je 25 Minuten. Bei Gleichstand folgt ein Strafstoßschießen.

## Spielmodus
Zunächst traten alle Mannschaften in der Gruppenphase mit nur einer Gruppe gegeneinander an. Anschließend spielten der Gruppenerste und der Gruppenzweite im Finale gegeneinander. Der Dritte und der Vierte der Gruppe spielten um Bronze. Der fünfte und der sechste Platz wurde unter den beiden letzten Mannschaften der Gruppe erspielt.

## Qualifizierte Mannschaften
Insgesamt haben sich sechs Mannschaften bei den Männern für die Paralympics qualifiziert:
| Nation                 | Qualifikation                      |
| ---------------------- | ---------------------------------- |
| Argentinien            | ISBA-Meisterschaft 2006            |
| Südkorea               | Asiatisches Qualifikationsturnier  |
| Brasilien              | Parapan-American Games             |
| Vereinigtes Königreich | Europäisches Qualifikationsturnier |
| Spanien                | Europäisches Qualifikationsturnier |
| Volksrepublik China    | Gastgeber                          |

Es wurde lediglich ein Wettbewerb bei den Männern ausgetragen.

## Vorrunde
| Rang | Land                   | S | G | U | V | Tore | Punkte |
| ---- | ---------------------- | - | - | - | - | ---- | ------ |
| 1    | Volksrepublik China    | 5 | 4 | 1 | 0 | 7:1  | 13     |
| 2    | Brasilien              | 5 | 3 | 2 | 0 | 10:1 | 11     |
| 3    | Argentinien            | 5 | 3 | 1 | 1 | 7:2  | 10     |
| 4    | Spanien                | 5 | 1 | 1 | 3 | 5:7  | 4      |
| 5    | Vereinigtes Königreich | 5 | 1 | 0 | 4 | 4:15 | 3      |
| 6    | Südkorea               | 5 | 0 | 1 | 4 | 3:10 | 1      |

| Datum | Zeit           | Begegnung              | Begegnung | Begegnung              | Ergebnis  |
| --- | -------------- | ---------------------- | --------- | ---------------------- | --------- |
| 7. September | 09:30 Uhr CNST | Argentinien            | –         | Spanien                | 2:0 (1:0) |
| Tore: 1:0 Silvio Velo (7.), 2:0 Silvio Velo (34.) |                |                        |           |                        |           |
| 7. September | 11:30 Uhr CNST | Volksrepublik China    | –         | Vereinigtes Königreich | 3:0 (1:0) |
| Tore: 1:0 Wang Yafeng (18.), 2:0 Chen Shanyong (29.), 3:0 Wang Yafeng (38.)                                                                            |                |                        |           |                        |           |
| 7. September | 13:30 Uhr CNST | Brasilien              | –         | Südkorea               | 3:0 (2:0) |
| Tore: 1:0 Jefferson Goncalves (7.), 2:0 Joao Batista Silva (24.), 3:0 Mizael Oliveira (41.)                                                            |                |                        |           |                        |           |
| 9. September | 09:00 Uhr CNST | Südkorea               | –         | Vereinigtes Königreich | 1:2 (0:1) |
| Tore: 0:1 David Clarke (24.), 1:1 Hur Suk (26.), 1:2 Jon Gribbin (40.)                                                                                 |                |                        |           |                        |           |
| 9. September | 11:00 Uhr CNST | Brasilien              | –         | Spanien                | 1:0 (0:0) |
| Tor: 1:0 Jefferson Goncalves (28.) |                |                        |           |                        |           |
| 9. September | 13:00 Uhr CNST | Argentinien            | –         | Volksrepublik China    | 0:1 (0:1) |
| Tor: 0:1 Lucas Rodriguez (23./Eigentor) |                |                        |           |                        |           |
| 11. September | 09:00 Uhr CNST | Argentinien            | –         | Brasilien              | 0:0 (0:0) |
| Tor: |                |                        |           |                        |           |
| 11. September | 11:00 Uhr CNST | Südkorea               | –         | Volksrepublik China    | 0:1 (0:1) |
| Tor: 0:1 Li Xiaoqiang (13./Strafstoß) |                |                        |           |                        |           |
| 11. September | 13:00 Uhr CNST | Vereinigtes Königreich | –         | Spanien                | 1:3 (0:0) |
| Tore: 1:0 David Clarke (29.), 1:1 Alfredo Cuadrado (37.), 1:2 Marcelo Rosado (43.), 1:3 Antonio Jesus Martin (44./Strafstoß)                           |                |                        |           |                        |           |
| 13. September | 09:00 Uhr CNST | Volksrepublik China    | –         | Spanien                | 1:0 (0:0) |
| Tor: 1:0 Zheng Wenfa (50.) |                |                        |           |                        |           |
| 13. September | 11:00 Uhr CNST | Vereinigtes Königreich | –         | Brasilien              | 0:5 (0:4) |
| Tore: 0:1 Joao Batista Silva (1.), 0:2 Mizael Oliveira (12.), 0:3 Ajmal Maqsood Ahmed (16./Eigentor), 0:4 Ricardo Alves (24.), 0:5 Ricardo Alves (26.) |                |                        |           |                        |           |
| 13. September | 13:00 Uhr CNST | Argentinien            | –         | Südkorea               | 2:0 (1:0) |
| Tore: 1:0 Ivan Figueroa (8.), 2:0 Silvio Velo (48.) |                |                        |           |                        |           |
| 15. September | 09:00 Uhr CNST | Argentinien            | –         | Vereinigtes Königreich | 3:1 (1:0) |
| Tore: 1:0 Silvio Velo (25.), 1:1 Lee Greatbatch (28.), 2:1 Ivan Figueroa (33.), 3:1 Silvio Velo (50.)                                                  |                |                        |           |                        |           |
| 15. September | 11:00 Uhr CNST | Spanien                | –         | Südkorea               | 2:2 (0:0) |
| Tore: 1:0 Antonio Jesus Martin (31./Strafstoß), 1:1 Kim Kyung-Ho (35./Strafstoß), 2:1 Antonio Jesus Martin (43./Strafstoß), 2:2 Lee Jin-Won (46.)      |                |                        |           |                        |           |
| 15. September | 13:00 Uhr CNST | Volksrepublik China    | –         | Brasilien              | 1:1 (0:1) |
| Tore: 0:1 Ricardo Alves (13.), 1:1 Wang Zhoubin (33.)                                                                                                  |                |                        |           |                        |           |

## Finalrunde
| Datum                                                                                | Zeit           | Begegnung              | Begegnung | Begegnung | Ergebnis             |
| ------------------------------------------------------------------------------------ | -------------- | ---------------------- | --------- | --------- | -------------------- |
| Spiel um Platz 5                                                                     |                |                        |           |           |                      |
| 17. September                                                                        | 09:00 Uhr CNST | Vereinigtes Königreich | –         | Südkorea  | 1:0 i. E. (0:1, 1:1) |
| Tore: 0:1 Oh Yong-Kyun (17.), 1:1 David Clarke (48.), 1:0 David Clarke (i. E.)       |                |                        |           |           |                      |
| Spiel um Platz 3                                                                     |                |                        |           |           |                      |
| 17. September                                                                        | 11:00 Uhr CNST | Argentinien            | –         | Spanien   | 1:0 i. E. (0:1, 1:1) |
| Tore: 0:1 Antonio Jesus Martin (1.), 1:1 Silvio Velo (42.), 1:0 Diego Cerega (i. E.) |                |                        |           |           |                      |
| Finale                                                                               |                |                        |           |           |                      |
| 17. September                                                                        | 13:30 Uhr CNST | Volksrepublik China    | –         | Brasilien | 1:2 (1:0)            |
| Tore: 1:0 Wang Yafeng (24.), 1:1 Ricardo Alves (30.), Marcos Felipe (50./Strafstoß)  |                |                        |           |           |                      |

## Medaillengewinner
| Platz | Land                | Spieler |
| ----- | ------------------- | --- |
| 1     | Brasilien           | Fabio Ribeiro Vasconcelos (Kapitän), Sandro Soares, Damiao Ramos, Severino Silva, Ricardo Alves, Marcos Felipe, Mizael Oliveira, Joao Batista Silva, Jefferson Goncalves, Andreonni Farias Rego |
| 2     | Volksrepublik China | Li Xiaoqiang (Kapitän), Xia Zheng, Wang Zhoubin, Chen Shanyong, Wang Yafeng, Wei Zheng, Zhang Qiang, Yu Yutan, Yang Xinqiang, Zheng Wenfa                                                       |
| 3     | Argentinien         | Silvio Velo (Kapitän), Gonzalo Abbas Hachache, Eduardo Díaz, Diego Cerega, Lucas Rodríguez, Dario Lencina, Antonio Mendoza, Gustavo Maidana, Ivan Figueroa, Jose Luis Jimenez                   |